# Vrbanja
Die Vrbanja (serbisch-kyrillisch Врбања) ist der größte rechte Nebenfluss des Vrbas. Sie entspringt am Nordhang des kargen, bis 1943 m hohen Vlašić-Gebirges nördlich von Travnik und mündet in Banja Luka in den Vrbas.
Die Quelle der Vrbanja liegt in 1530 m Höhe. Der Fluss verläuft – von den ersten Kilometern abgesehen – ausschließlich in der Republika Srpska und durch enge Täler inmitten von dicht bewaldeten Gebirgen. Lediglich bei Kotor Varoš öffnet sich das Tal etwas. Der Fluss fließt durch Kruševo Brdo, Šiprage, Obodnik, Vrbanjci, Kotor Varoš, Čelinac und Vrbanja. Nach 85 km mündet die Vrbanja gegenüber der Altstadt von Banja Luka in den Vrbas. Ihr Einzugsgebiet hat eine Fläche von 704 km².
Die größten rechten Nebenflüsse der Vrbanja sind: Bobovica, Crkvenica, Kruševica und Jošavka, und die linken: Ćorkovac, Demićka, Grabovička rijeka, Cvrcka und Jakotina.
Das untere Tal der Vrbanja dient zwischen Banja Luka und Čelinac als Korridor für die Bahnstrecke Banja Luka – Doboj, sowie zwischen Banja Luka und Matuzići (Doboj) für die Magistralstraße 4.